# Campanularia pygmaea
Campanularia pygmaea is een hydroïdpoliep uit de familie Campanulariidae. De poliep komt uit het geslacht Campanularia. Campanularia pygmaea werd in 1875 voor het eerst wetenschappelijk beschreven door Clark. 